# Hansenomysis menziesi
Hansenomysis menziesi är en kräftdjursart som beskrevs av Mihai Bacescu 1971. Hansenomysis menziesi ingår i släktet Hansenomysis och familjen Petalophthalmidae. Inga underarter finns listade i Catalogue of Life.